# Емерсон
Емерсон, пълно име Емерсон Ферейра да Роза (на португалски: Emerson Ferreira da Rosa), е бразилски футболист-национал, полузащитник. Роден е на 4 април 1976 г. в град Пелоташ, Бразилия. Юноша на Гремио Порто Алегре и Ботафого. Започва своята професионална кариера през 1994 г. в Гремио Порто Алегре. След това играе в Байер Леверкузен, Рома, ФК Ювентус и Реал Мадрид. От 2007 г. е играч на Милан. Дебютира в националния отбор на своята страна през 1997 г., като до 2006 г. изиграва 74 мача с отбелязани 6 гола.